# حديقة ريو دي جانيرو النباتية
حديقة ريو دي جانيرو النباتية (بالبرتغالية: Jardim Botânico do Rio de Janeiro‏) هي حديقة نباتية تقع في حي الحديقة النباتية في المنطقة الجنوبية من ريو دي جانيرو.
تُظهر الحديقة النباتية تنوع النباتات البرازيلية والأجنبية. هناك حوالي 6500 نوع (بعضها مهدد بالانقراض) موزعة على مساحة 54 هكتارًا (130 فدانًا) بالإضافة إلى العديد من البيوت الزجاجية. تضم الحديقة أيضًا آثارًا ذات أهمية تاريخية وفنية وأثرية. يوجد مركز أبحاث مهم يضم أكثر المكتبات اكتمالاً في البلاد والمتخصصة في علم النبات بأكثر من 32000 مجلد. [بحاجة لمصدر]
أسسها الملك جون السادس ملك البرتغال عام 1808. كانت الحديقة مخصصة في الأصل لتأقلم التوابل مثل جوزة الطيب والفلفل والقرفة المستوردة من جزر الهند الغربية، وافتتحت للجمهور في عام 1822، وهي الآن مفتوحة خلال ساعات النهار كل يوم ما عدا 25 ديسمبر و 1 يناير.